# Lesnoj Voronež
Il Lesnoj Voronež (in russo Лесной Воронеж?) è un fiume della Russia europea settentrionale (oblast' di Rjazan' e oblast' di Tambov), ramo sorgentizio di destra del Voronež.
Il fiume ha origine nel territorio del distretto (rajon) Ucholovskij dell'oblast' di Rjazan', a nord-est del villaggio di Voronež Verchi. Scorre in direzione meridionale; dopo aver superato la città di Mičurinsk si unisce al Pol'noj Voronež dando origine al fiume Voronež. Ha una lunghezza di 164 km; l'area del suo bacino è di 2 140 km².